# 아라시에페톤
아라시에페톤(학명:Arisierpeton simplex)은 도마뱀목 카세아과에 속하는 도마뱀이다. 지금은 멸종된 종으로서 전체적인 몸길이가 2~4m인 거대한 도마뱀에 속한다.

## 특징
아라시에페톤은 미국의 오클라호마주 리처드 스퍼의 초기 페름기 거버층(섬너 그룹)에서 멸종된 시냅스류 속이다. 그것은 아리시에페톤 심플렉스라는 단일 종을 모두 포함하고 있다. 총칭은 이러한 자료를 발견한 주세페 알베르토 아리시 씨를 기리는 것이다. 특정 별칭은 다른 페름기 케이스이드에 비해 상대적으로 단순한 주변 치아의 형태학을 참조한다. 완모식표본인 GAA 00225-1은 거의 완전한 우측 전악골이다. GAA 00242, 오른쪽 상악 전편, GAA 00239, 오른쪽 상악 전편, GAA 00207, 왼쪽 상악 단편, 오른쪽 상악 단편, GAA 00225-2, 왼쪽 상악 단편, GAA 00240, 다른 두 개의 치아를 가진 왼쪽 상악 단편, GAA 001을 포함한 여러 다른 표본이 참조되었다. 00246-2는 12개의 치아 또는 치아의 일부가 있는 부분 오른쪽 틀니와 3개의 등뼈 시리즈인 GAA 00244이다. 전악골은 리차르드스 스푸르의 또 다른 카제이드 종인 오로믹터와 몇 가지 유사점을 보여주는데 거대하고 두꺼운 등쪽 또는 비강 과정, 작은 보메린 또는 구개 과정, 넓은 중앙 부분, 그리고 상악골의 전 과정을 위한 큰 등쪽에 위치한 봉합 표면을 가진 넓은 상악골 과정이 있다. 전악골은 또한 카세아과의 주요 특징인 앞쪽으로 기울어진 등 또는 비강 과정을 가지고 있다. 오로마이커에서 상당히 큰 등돌기 밑부분에서 등쪽으로 열리는 구멍도 있다. 아리시에페톤의 자가형성은 대부분의 다른 케이스아사우루스와는 모두 같은 크기의 4개의 턱전치아의 존재이며 종종 첫 번째 치아는 가장 큰치아이다. 상악등돌기는 가늘게 만들어졌을 수 있으며 오로믹터에서 관찰된 해부도와 어떤 면에서 유사하다. 상악골의 경미한 구강돌기는 뼈의 내측 내측 내측 내측연 레벨에 존재한다. 등쪽 끝부분은 더 완전한 상악 파편에서 부러져 있어서 원래 높이를 측정하기가 어렵다. 오로믹터와 대조적으로 등쪽 과정의 내측 테두리 보존 베이스는 넓고 둥글며 이는 전측 상악 선반이 완전한 상악골에 존재했을 수 있음을 시사하고 또한 이 부위의 상악골의 모양도 상악골이 존재했을 수 있음을 시사한다. 상악골의 형태학은 오로믹터보다 더 파생된 상태를 나타내며 오로믹터에서는 등돌기의 앞쪽 가장자리가 날카로운 능선이고 특징적인 전외측 내측 선반이 누골에 제한된다. 상악골의 전방 측면 표면에는 뼈의 외부 표면을 따라 위치한 일련의 비교적 큰 순공 대신 아리시에페톤에 단일 전방 방향의 큰 구멍이 존재한다. 또한 외부 표면 조각은 오로믹터보다 더 온화하며 뼈 표면의 작은 구멍과 관련된 희미한 홈으로 제한된다. 케이스이드에 2개의 틀니를 할당하는 것은 심피질 영역의 형상에 근거한다. 다른 케이스이드와 마찬가지로 치골의 등쪽 가장자리는 결합부근에서 복측으로 굴곡되어 뼈의 복측 가장자리와 예각을 형성한다. 이것은 뼈의 나머지 부분보다 결합부근에 훨씬 더 가느다란 치골을 낳는다. 다른 케이스이드와 마찬가지로 이것은 내측에서 결합의 많은 부분에 기여하는 비장골의 잘 발달된 전방 과정의 존재와 관련이 있다. 배정된 치골은 전방으로 거의 완성되어 있지만 그 형태학상으로는 접합부 아래턱의 전체 깊이 또는 높이를 확인할 수 없다. 이는 틀니가 케이스이드에서 결합의 등쪽 절반에만 기여하고 비장이 하악골의 심피질 영역의 하부를 형성하기 때문에 결합에 기여했을 가능성이 가장 높기 때문이다. 아리시에페톤에 대한 이러한 틀니의 할당은 주로 치아 특징과 어느 정도 뼈의 입술 표면 특성에 기초한다. 이 틀니의 치아는 상악골의 치아와 동일하다. 또한 의치의 입술 쪽 표면 특성은 상악골과 비슷하여 조각이 거의 없고 간혹 작은 구공도 있다. 잘 발달된 앞쪽으로 뻗은 메켈리안 관은 치골에 의해 형성되며 그 아래는 봉합에 의해 비골에 부착된다. 알려진 모든 표본의 턱 앞니 대부분은 끝 부근에서 손상되었지만 왕관 쪽으로 가늘어지는 명백한 증거를 보여준다. 그러나 보존된 모든 치아는 또한 치관 끝을 향해 다소 주걱턱이 있고 뾰족한 꼭대기를 가지고 있었을 가능성이 없다는 것을 보여준다. 대부분의 상악치들은 어떤 식으로든 손상되어 있다. 불행히도 보존된 상악치열이 이질성이 존재했는지를 판단하기에는 너무 짧다. 모든 치아는 혀로 구부러진 왕관을 가지고 있고 거의 또는 전혀 재발하지 않는 전형적인 카제이드 형태를 보여준다. GAA 00240에서는 부분적으로 흡수된 치아에 미삭제 치아를 보존한다. 발육 초기 치아의 전형적인 형태처럼 임플란트 전에는 단순한 원추형 구조인 에나멜 캡만 보존한다. 식별하기는 어렵지만 캡의 뒤쪽 가장자리를 따라 작은 2차 첨판이 있다. 이 미삭제 치아의 바로 앞쪽에 있는 치아는 상악골 전부에 있는 치아와 유사한 표면적 형태를 가지고 있으며 법랑 표면에 수직으로 돌출되어 있다.불행하게도 대부분의 치아는 치관 끝부분을 잃었고 그것이 삼첨판인지 아닌지를 판단하기가 어렵다. 그러나 홈의 배열은 이러한 치아에 중앙 원뿔이 있었고 두 개의 부속 커스 또는 적어도 초기 부속 커스도 있었을 수 있음을 시사한다. 치아의 앞니는 모든 케이스이드와 마찬가지로 앞으로 기울어져 있다. GAA 00246-2의 온전한 치아는 치아의 앞쪽과 뒤쪽 치아보다 작으며 위 치아에서 볼 수 있는 것과 같은 종류의 수직 홈을 가지고 있다. 각 치아의 꼭대기는 앞과 뒷머리뼈내를 가지며 치아의 중앙 원추에서 앞쪽으로 튀어나오는 부채꼴과 관련된 부속 첨두의 약간의 힌트를 가지고 있다. 배꼽이 후방 카리나까지 확장되는 후방 첨두의 증거는 없다. 이 치아들은 또한 약간 뒤쪽으로 기울어진 중앙 원뿔을 가지고 있는 것처럼 보이지만 전형적인 케이스이드 방식에서는 왕관 쪽으로 뚜렷하게 기울어진 혀의 명백한 증거가 있다. GAA 00246-1의 치아 위치 8에 있는 치아 1개가 선단에 약간 손상되긴 했지만 모든 치아는 이러한 패턴을 준수한다. 어떤 경우든 치아는 오로믹터의 틀니보다 가늘고 치관 밑부분의 혀 어깨는 더 작다. 3개의 후방 척추뼈 GAA 00244의 끈은 치아의 요소와 같은 주머니에서 발견되었지만 완치형 및 기타 참조 표본과의 연관성은 잠정적이다. 척추는 얕은 측면 굴착이 있는 전형적인 원통형 스풀 모양의 중심부를 가지고 있지만 중심부의 가장 두드러진 특징은 둥근 앞과 뒷 관절 표면 사이에 평평한 복부 표면이 있다는 것이다. 중심은 잘 발달된 거대한 횡단 과정, 짧은 지갑상선 표면, 가늘고 아마도 앞뒤로 짧고 단순한 신경 가시를 가진 신경 아치에 단단히 결합되어 있다. 횡돌기는 짧고 튼튼하며 갈비뼈와 융합되지 않았다. 횡돌기의 크기로 보아 척추 뒤쪽일 가능성이 높다. 한 쌍의 작은 굴착물이 신경 아치 뒤쪽, 지압 전생체 사이와 약간 뒤에 있다. 카제이드 후방 척추뼈의 일반적인 특징인 간추(인터케트라:intercentra)에 대한 중심 복부 굴착의 증거는 없다. 따라서 중심 아치와 신경 아치의 형태학은 알려진 카제이드 형태학과 완전히 일치한다. 작은 케이스이드에 안심하고 할당할 수 있다. 그러나 아리셰르페톤에 대한 그들의 할당은 잠정적이고 동시 발생과 크기에 기초하며 패밀리 레벨 아래의 중심에서 인식 가능한 진단 기능은 없다. 먹이로는 당대에 서식했던 곤충, 절지동물, 무척추동물과 같은 육식성의 먹이와 식물의 잎, 씨앗, 열매와 같은 초식성의 먹이까지 모두 섭식했던 잡식성의 도마뱀으로 추정되는 종이다.

## 생존시기와 서식지와 화석의 발견
아라시에페톤이 생존했었던 시기는 고생대의 페름기로서 지금으로부터 2억 9000만년전~2억 4500만년전에 생존했었던 종이다. 생존했었던 시기에는 북아메리카를 중심으로 하여서 당시에 존재했었던 초원, 산림 등에서 주로 서식했었던 도마뱀이다. 화석의 발견은 2019년에 미국에 오클라호마주의 페름기에 형성된 지층에서 미국의 고생물학자들에 의하여 처음으로 화석이 발견되어 새롭게 명명된 종이다.

## 같이 보기
- 파충류
- 고생대
- 페름기
- 파충류
- 화석